# Girl (album af Dannii Minogue)
Girl er det tredje studiealbum af den australske sangerinde Dannii Minogue, udgivet den 8. september 1997 i Storbritannien. Albummet indeholder fire singler, "All I Wanna Do", "Everything I Wanted", "Disremembrance" og "Coconut", udgivet kun i Australien. Denne sang optrådte som en skjult spor på CD-udgivelsen af albummet.

## Baggrund
I 1995 havde Dannii Minogue forladt pladeselskabet Mushroom Records, efter en tvist af den kontrakt. Et album under produktion blev endelig aldrig udgivet og ikke før 1997 da Minogue underskrevet med Eternal Records, at hun begyndte indspilningen af hendes tredje album Girl. Hendes første albums Love and Kisses og Get Into You var meget pop-orienteret, men Minogue blev siden interesseret i dance-musik efter udgivelsen af mange remixer fra hendes tidligere singler.

## Musikalsk stil
Albummet Girl var meget anderledes fra Minogues tidligere arbejde. Det blev tydeligt beskrevet med den første single "All I Wanna Do" som indeholdt en vigtigere dance-stil i modsætning til pop. De andre sange fra albummet varierede fra modne pop ("Heaven Can Wait", "Am I Dreaming?", "Everything I Wanted", "It's Amazing") til en mere dance-stil ("Disremembrance", "Movin' Up"). Albummet indeholder også en bemærkelsesværdige trance-stil ("So in Love with Yourself", "If It Moves – Dub It") og ambient-lyder ("Everybody Changes Underwater"). Mange af sangene indeholdt også stærke undertoner af electronica.

## Sporliste
| #   | Titel                          | Sangskriver(e)                                                               | Producer                        | Længde |
| --- | ------------------------------ | ---------------------------------------------------------------------------- | ------------------------------- | ------ |
| 1.  | "All I Wanna Do"               | Brian Higgins, Stuart McLennan, Tim Powell, Matt Gray                        | Higgins, McLennan, Powell, Gray | 4:28   |
| 2.  | "Heaven Can Wait"              | Higgins, McLennan, Powell, Gray                                              | Higgins, McLennan, Powell, Gray | 3:40   |
| 3.  | "So in Love with Yourself"     | Paul Barry, Mark Taylor, Steve Torch                                         | Metro                           | 5:06   |
| 4.  | "Am I Dreaming?"               | Barry, Taylor, Graham Stack, Torch                                           | Metro                           | 4:10   |
| 5.  | "Everybody Changes Underwater" | Dannii Minogue, Ian Masterson, David Green                                   | Flexifinger                     | 6:36   |
| 6.  | "Everything I Wanted"          | Minogue, Taylor, Torch                                                       | Metro                           | 4:38   |
| 7.  | "If It Moves – Dub It"         | Minogue, Higgins, McLennan, Powell, Gray                                     | Higgins, McLennan, Powell, Gray | 6:32   |
| 8.  | "Disremembrance"               | Masterson, Green                                                             | Flexifinger                     | 4:06   |
| 9.  | "It's Amazing"                 | Higgins, McLennan, Powell, Gray                                              | Higgins, McLennan, Powell, Gray | 5:05   |
| 10. | "Movin' Up"                    | Lars Erlandsson, Fredrik Lenander, Bella Morel, David Kreuger, Per Magnusson | Higgins, McLennan, Powell, Gray | 4:15   |
| 11. | "Coconut" (skjult spor)        | Harry Nilsson                                                                | DNA, Neil Davidge, Masterson    | 4:51   |

## Medlemmer
| - Dannii Minogue – vokal, baggrundsvokal, sangskriver - Terry Ronald – baggrundsvokal - Jackie Rawe – baggrundsvokal - Kylie Minogue – baggrundsvokal (spor 3) - Paul Lewis – baggrundsvokal - Diane Charlemagne – baggrundsvokal - Suzanne Rhatigan – baggrundsvokal - Owen Parker – guitar - Julian Dunkley – guitar - Drew Milligan – programmering - Sally Herbert – strengeinstrumenter - Margaret Roseberry – strengeinstrumenter - Jules Singleton – violin - Anna Hemery – violin - Anne Wood – violin - Anne Stephenson – violin - Jackie Norrie – violin - Gini Ball – violin | - Jocelyn Pook – bratsch - Claire Orsler – bratsch - Ellen Blair – bratsch - Dinah Beamish – cello - Nick Cooper – cello - Billy McGee – kontrabas - Gary Williams – båndløs basguitar - Mark McGuire – lydtekniker - Paul Barry – sangskriver - Steve Torch – sangskriver - Stuart McLennan – sangskriver, assistent producent, baggrundsvokal - Tim Powell – sangskriver, assistent producent - Graham Stack – producent, sangskriver - Brian Higgins – producent, sangskriver - Matt Gray – producent, sangskriver - David Green – producent, sangskriver - Ian Masterson – producent, sangskriver - Mark Taylor – producent, sangskriver |

## Hitlister
| Hitliste (1997)          | Placering |
| ------------------------ | --------- |
| Australien (ARIA Charts) | 69        |
| Storbritannien (OCC)     | 57        |

## Udgivelsehistorie
| Land           | Udgivet           | Format       | Pladeselskab       |
| -------------- | ----------------- | ------------ | ------------------ |
| Storbritannien | 8. september 1997 | CD, kassette | Eternal Records    |
| Australien     | 8. september 1997 | CD, kassette | Warner Music Group |
| Tyskland       | 8. september 1997 | CD, kassette | Warner Music Group |
| Japan          | 8. september 1997 | CD           | WEA                |
| Storbritannien | 5. november 2007  | 2 CD         | Rhino              |